# Equizio
Flavio Equizio (in latino Flavius Equitius; IV secolo – dopo il 375) è stato un politico e militare romano dell'Impero che servì sotto gli imperatori Valente e Valentiniano I.

## Biografia

### Sotto Valente
Nel 364 era tribunus scholae primae scutariorum, quando fu nominato comes rei militari dell'Illirico; l'anno successivo fu elevato al rango di magister equitum et peditum della stessa regione, dopo aver informato l'imperatore Valente dell'usurpazione di Procopio. Nel 366 alcuni inviati di Procopio cercarono di corrompere le truppe di Equizio con del denaro recante l'immagine dell'usurpatore, ma Equizio li fece giustiziare. Dopo aver bloccato i passi per i quali un esercito di Procopio, proveniente da Oriente, poteva invadere l'Occidente, assediò Filippopoli, una città che si era schierata dalla parte di Procopio. Una volta venuto a conoscenza della morte dell'usurpatore (366), Equizio attaccò Marcello, protector di Procopio, catturandolo; dopo qualche giorno, Marcello e alcuni dei suoi collaboratori furono giustiziati.

### Sotto Valentiniano
Fece costruire delle fortificazioni lungo il Danubio; accadde però (373) che i Quadi si lamentassero della costruzione di un forte nel loro territorio, ed Equizio sospese la costruzione in attesa di ulteriori disposizioni. I Quadi sfondarono la frontiera ed Equizio fu costretto a ritirarsi dalla Pannonia alla Valeria. Equizio fu console nel 374, condividendo questa magistratura con l'imperatore d'Occidente Graziano, che condivideva l'impero col proprio padre Valentiniano I.
Nel 375 suggerì a Valentiniano di ricevere una ambasciata dei Quadi: durante l'incontro Valentiniano si arrabbiò con i Quadi e morì per un colpo, lasciando come successore Graziano: Merobaude ed Equizio fecero acclamare dall'esercito un secondo imperatore d'Occidente, Valentiniano II, figlio di Valentiniano I, da affiancare a Graziano.
Era amico del comes Africae Romano e di Remigio, magister officiorum dal 367 al 371.